# Munsey Park
Munsey Park es una villa ubicada en el condado de Nassau en el estado estadounidense de Nueva York. En el año 2000 tenía una población de 6.138 habitantes y una densidad poblacional de 2.632 personas por km². Munsey Park se encuentra dentro del pueblo de North Hempstead.

## Geografía
Munsey Park se encuentra ubicada en las coordenadas 40°47′59″N 73°40′53″O / 40.79972, -73.68139. Según la Oficina del Censo, la ciudad tiene un área total de 1,3 km² (0,5 mi²), de la cual 1,3 km² (0,5 mi²) es tierra y 0 km² (0 mi²) (0%) es agua.

## Demografía
Según la Oficina del Censo en 2000 los ingresos medios por hogar en la localidad eran de $149,100, y los ingresos medios por familia eran $159,147. Los hombres tenían unos ingresos medios de $100,000 frente a los $46,250 para las mujeres. La renta per cápita para la localidad era de $66,772. Alrededor del 2.3% de la población estaban por debajo del umbral de pobreza.